# Adela Ibarra Pérez
Adela Ibarra Pérez (Madrid, 3 de març de 1839-Sevilla, 4 de novembre de 1865) va ser una cantant soprano i actriu de sarsuela espanyola.
Es matriculà a classes de solfeig al Reial Conservatori Superior de Música de Madrid el 12 de gener de 1856. A partir de 1857 se li impartiren també classes de cant, a més de complementàries de cant i acompanyament, tenint com a professor a Baltasar Saldoni fins a 1859. Després es donà de baixa del centre i continuà les classes amb el mestre Antonio Cordero.
Acabà els estudis el maig de 1860 i feu el seu debut a l'obra El Relámpago al Teatro de la Zarzuela, per la qual va ser molt aplaudida. Ibarra tenia veu de soprano i va ser sempre molt apreciada tant pel públic i com pels empresaris de teatre, va arribar a estrenar onze papers de sarsuela a diverses obres com Los piratas, Llamada y tropa, Ardides y cuchilladas, Los pecados capitales o Harry el diablo, entre d'altres. Acabat el contracte amb el Zarzuela, passà a cantar al Teatro del Circo i d'altres de diverses localitats com Saragossa, Barcelona o a al Teatre de San Fernando de Sevilla, arribant a assolir un sou molt meritori a l'època.
A Sevilla va contraure una greu malaltia que va causar-li la mort el 4 de novembre de 1865, abans de complir els 27 anys. La seva mort va ser molt sentida, especialment a Madrid.